# Ołeniwka (rejon kalmiuski)
Ołeniwka (ukr. Оленівка) – osiedle typu miejskiego na Ukrainie, w obwodzie donieckim, w rejonie kalmiuskim, znajdujące się pod kontrolą nieuznawanej, zależnej od Rosji Donieckiej Republiki Ludowej. W 2001 liczyło 4801 mieszkańców, spośród których 3912 posługiwało się językiem ukraińskim, 854 rosyjskim, 3 białoruskim, 1 greckim, 29 innym, a 2 się nie zdeklarowało.